# Tomsonov model atoma
Tomsonov model atoma ili model pudinga sa šljivama je prvi pokušaj da se napravi model atoma, a postulirao ga je Džozef DŽon Tomson 1903.
Početkom 20. veka naučnici su spoznali da iz atoma potiču elektroni, alfa-čestice, pa i svetlost ili fotoni, pa se došlo do uverenja da atomi imaju složenu građu. Otuda je došla misao da je potrebno da se izgled građe atoma prikaže slikovito ili da se postavi model atoma. 
Prema Tomsonovom viđenju o građi atoma, atom je pozitivno naelektrisana kuglica, poluprečnika oko 10-10 metara, s ravnomerno raspoređenim električnim nabojem, u kojoj se nalaze negativno naelektrisani elektroni, koji imaju neutralan učinak na prostorni pozitivni naboj te kuglice. Pretpostavljalo se da u tom modelu atoma, elektroni osciluju oko svojih ravnotežnih položaja, a prema klasičnoj elektrodinamici, elektroni koji se kreću ubrzano, zrače elektromagnetske talase. Tomsonov model atoma je prestavljao atom kao harmonijski oscilator.

## Pregled
Dugo godina je bilo poznato da atomi sadrže negativno naelektrisane subatomske čestice. Tomson ih je nazvao „korpuskuli“ (čestice), ali su se češće zvali „elektroni“, naziv koji je Dž. Dž. Stoni skovao za „elementarnu jediničnu količinu električne energije“ 1891. godine. Takođe je dugo godina bilo poznato da atomi nemaju neto električni naboj. Tomson je smatrao da atomi takođe moraju da sadrže pozitivno naelektrisanje koje poništava negativno naelektrisanje njegovih elektrona. Tomson je objavio svoj predloženi model u izdanju Philosophical Magazine iz marta 1904. godine, vodećeg britanskog naučnog časopisa tog vremena. Po Tomsonovom mišljenju:
 ... atomi elemenata sastoje se od niza negativno naelektrisanih telašaca zatvorenih u sferu uniformnog pozitivnog naelektrisanja, ...
Dž.Dž. Tomson je pratio rad Vilijama Tomsona koji je 1867. napisao publikaciju u kojoj je predložio vrtložni atom. Dž.Dž. Tomson je napustio svoju hipotezu o „magličnom atomu“ iz 1890. godine, koja se zasnivala na teoriji vrtloga atoma, u kojoj su atomi sastavljeni od nematerijalnih vrtloga i sugerisao je da postoje sličnosti između rasporeda vrtloga i periodične pravilnosti pronađene među hemijskim elementima.‍:44–45 Budući da je bio pronicljiv i praktičan naučnik, Tomson je zasnovao svoj atomski model na poznatim eksperimentalnim dokazima tog vremena, i zapravo je ponovo sledio vođstvo lorda Kelvina pošto je Kelvin predložio pozitivni atom sfere godinu dana ranije. Dž.Dž. Tomsonov predlog zasnovan na Kelvinovom modelu pozitivnog zapreminskog naelektrisanja odražava prirodu njegovog naučnog pristupa otkriću koji je bio da predloži ideje koje će voditi buduće eksperimente.
U ovom modelu, orbite elektrona su bile stabilne prema klasičnoj mehanici, jer kada se elektron udalji od centra pozitivno naelektrisane sfere, bio je podvrgnut većoj neto pozitivnoj unutrašnjoj sili, jer je unutar njegove orbite bilo više pozitivnog naelektrisanja (pogledajte Gausov zakon). Elektroni su mogli slobodno da se rotiraju u prstenovima koji su dodatno stabilizovani interakcijama između elektrona, a spektroskopska merenja su trebalo da uzmu u obzir energetske razlike povezane sa različitim elektronskim prstenovima. Tomson je bezuspešno pokušao da preoblikuje svoj model kako bi objasnio neke od glavnih spektralnih linija eksperimentalno poznatih za nekoliko elemenata. Još 1897, teoretski fizičar Džozef Larmor je objasnio cepanje spektralnih linija u magnetnom polju oscilacijom elektrona. Prema stogodišnjici Borovog atoma u časopisu Nature, Džon Vilijam Nikolson je 1912. godine prvi otkrio da elektroni zrače spektralne linije dok se spuštaju ka jezgru i njegova teorija je bila i nuklearna i kvantna.
Model pudinga od šljiva korisno je vodio njegovog učenika, Ernesta Raderforda, da osmisli eksperimente za dalje istraživanje sastava atoma. Takođe, Tomsonov model je bio poboljšanje u odnosu na prethodne modele solarnog sistema Džozefa Larmora i modela Saturnovog prstena za atomske elektrone koji je 1904. godine izneo Nagaoka (nakon modela Saturnovih prstenova Džejmsa Klerka Maksvela) jer oni nisu mogli da podrže klasičnu mehaniku kao u solarnom modelima sistema, jer bi elektroni spiralno ušli u jezgro, te su odbačeni u korist Tompsonovog modela. Međutim, svi prethodni atomski modeli bili su korisni kao prethodnici ispravnijeg Borovog modela atoma nalik solarnom sistemu iz 1913. na koji Bor u svom radu poziva da ga je u velikoj meri pozajmio od nuklearnog modela Džona Vilijama Nikolsona iz 1912. čiji je kvantni atomski model kvantizovan ugaonim zamah kao h/2π. Borov model je u početku bio planaran kao Nagaoka model, ali je Somerfeld uveo eliptične orbite u godinama 1914-1925 dok teoriju nije srušila moderna kvantna mehanika.
Kolokvijalni nadimak „puding od šljiva“ ubrzo je pripisan Tomsonovom modelu, jer je distribucija elektrona u njegovom pozitivno naelektrisanom delu svemira podsetila mnoge naučnike na suvo grožđe, koje se tada nazivalo „šljive“, u uobičajenom engleskom desertu, pudingu od šljiva.
Godine 1909, Hans Gajger i Ernest Marsden izveli su eksperimente sa tankim listovima zlata. Njihov profesor, Ernest Rutherford, očekivao je da će pronaći rezultate u skladu sa Tomsonovim atomskim modelom. Tek 1911. Raderford je ispravno protumačio rezultate eksperimenta koji su implicirali prisustvo veoma malog jezgra pozitivnog naelektrisanja u centru svakog atoma zlata. To je dovelo do razvoja Raderfordovog modela atoma. Odmah nakon što je Raderford objavio svoje rezultate, Antonius Van den Bruk je intuitivno predložio da je atomski broj atoma ukupan broj jedinica naelektrisanja prisutnih u njegovom jezgru. Eksperimenti Henrija Mozlija iz 1913. (videti Mozlijev zakon) pružili su neophodne dokaze da podrže Van den Brukov predlog. Utvrđeno je da je efektivno nuklearno naelektrisanje u skladu sa atomskim brojem (Mozli je pronašao samo jednu jedinicu razlike naelektrisanja). Ovaj rad je kulminirao u Borovom modelu atoma koji je sličan solarnom sistemu (ali kvantno ograničen) iste godine, u kojem je jezgro koje sadrži atomski broj pozitivnih naelektrisanja okruženo jednakim brojem elektrona u orbitalnim školjkama. Kao što je Tomsonov model vodio Raderfordove eksperimente, Borov model je vodio Mozlijevo istraživanje.

## Povezani naučni problemi
Model pudinga od šljiva sa jednim elektronom je delimično koristio fizičar Artur Erih Has 1910. godine da proceni numeričku vrednost Plankove konstante i Borovog radijusa atoma vodonika. Hasov rad je procenio ove vrednosti unatar jednog reda veličine i prethodio je radu Nilsa Bora za tri godine. Treba napomenuti da sam Borov model daje razumna predviđanja jedino za atomske i jonske sisteme sa samo jednim efektivnim elektronom.
Posebno koristan matematički problem vezan za model pudinga od šljiva je optimalna raspodela jednakih tačkastih naelektrisanja na jediničnoj sferi, nazvan Tomsonov problem. Tomsonov problem je prirodna posledica modela pudinga od šljiva u odsustvu njegovog ujednačenog pozitivnog pozadinskog naboja.
Klasični elektrostatički tretman elektrona ograničenih na sferne kvantne tačke je takođe sličan njihovom tretmanu u modelu pudinga od šljiva. U ovom klasičnom problemu, kvantna tačka je modelovana kao jednostavna dielektrična sfera (umesto ujednačene, pozitivno naelektrisane sfere kao u modelu pudinga od šljiva) u kojoj se nalaze slobodni ili prekomerni elektroni. Utvrđeno je da su elektrostatičke konfiguracije N-elektrona izuzetno bliske rešenjima pronađenim u Tomsonovom problemu sa elektronima koji se nalaze na istom radijusu unutar dielektrične sfere. Primetno, pokazalo se da ucrtana distribucija energije zavisne od geometrije ima izuzetnu sličnost sa distribucijom očekivanih elektronskih orbitala u prirodnim atomima kako je raspoređeno u periodičnoj tabeli elemenata. Od velikog interesa je da rešenja Tomsonovog problema pokazuju ovu odgovarajuću raspodelu energije upoređujući energiju svakog rešenja N-elektrona sa energijom njegovog susednog (N-1)-elektronskog rešenja sa jednim naelektrisanjem u početku. Međutim, kada se tretiraju u okviru modela dielektrične sfere, karakteristike distribucije su mnogo izraženije i pružaju veću vernost u odnosu na orbitalne aranžmane elektrona u stvarnim atomima.

## Raderfordov model atoma
Tomsonov model atoma je bio na snazi sve dok Ernest Raderford, zajedno s Hansom Gejgerom i Ernestom Marsdenom, nije izveo eksperiment s alfa-česticama i zlatnim listićem 1909. i postavio teoriju za Raderfordovo raspršenje, na osnovu koje je dokazano postojanje atomskog jezgra. Pošto je Radeford izračunao da je poluprečnik atomskog jezgra oko 10 000 puta manji od poluprečnika atoma, on je zaključio da atomi nisu loptice s ravnomernom gustinom, već da imaju izuzetno veliku šupljikavu građu.
Raderfordov model atoma ili planetarni model atoma je model atoma prema kojem atom svakog hemijskog elementa u neutralnom stanju se sastoji od električno pozitivne atomske jezgre, u kojoj je skoncentrirana gotova sva masa atoma i određenog broja elektrona, koji se okreću oko atomskog jezgra i čine omotač atoma. Ukupni negativni električni naboj elektrona jednak je pozitivnom električnom naboju atomskog jezgra i zato je atom prema okolini neutralan.

## Literatura
- Andrew G. van Melsen (1960) [First published 1952]. From Atomos to Atom: The History of the Concept Atom. Превод: Henry J. Koren. Dover Publications. ISBN 0-486-49584-1.
- J. P. Millington (1906). John Dalton. J. M. Dent & Co. (London); E. P. Dutton & Co. (New York).
- Jaume Navarro (2012). A History of the Electron: J. J. and G. P. Thomson. Cambridge University Press. ISBN 978-1-107-00522-8.
- Bernard Pullman (1998). The Atom in the History of Human Thought. ISBN 978-0-19-511447-8., trans. by Axel Reisinger. Oxford Univ. Press.
- Eric Scerri (2007). The Periodic Table, Its Story and Its Significance. Oxford University Press., New York.
- Charles Adolphe Wurtz (1881). The Atomic Theory. D. Appleton and company., D. Appleton and Company, New York.
- Alan J. Rocke (1984). Chemical Atomism in the Nineteenth Century: From Dalton to Cannizzaro. Ohio State University Press. ISBN 978-0-8142-0360-6., Columbus (open access full text at http://digital.case.edu/islandora/object/ksl%3Ax633gj985).
- Pullman, Bernard (1998). The Atom in the History of Human Thought. Oxford, England: Oxford University Press. стр. 31—33. ISBN 978-0-19-515040-7.
- Kenny, Anthony (2004). Ancient Philosophy. A New History of Western Philosophy. 1. Oxford, England: Oxford University Press. стр. 26—28. ISBN 0-19-875273-3.
- Pyle, Andrew (2010). „Atoms and Atomism”.  Ур.: Grafton, Anthony; Most, Glenn W.; Settis, Salvatore. The Classical Tradition. Cambridge, Massachusetts and London, England: The Belknap Press of Harvard University Press. стр. 103—104. ISBN 978-0-674-03572-0.
- Cohen, Henri; Lefebvre, Claire, ур. (2017). Handbook of Categorization in Cognitive Science (Second изд.). Amsterdam, The Netherlands: Elsevier. стр. 427. ISBN 978-0-08-101107-2.
- Grossman, Mark I. (2021-01-02). „John Dalton's "Aha" Moment: the Origin of the Chemical Atomic Theory”. Ambix. 68 (1): 49—71. ISSN 0002-6980. S2CID 231909410. doi:10.1080/00026980.2020.1868861.
- „Thomas Thomson on Dalton's Atomic Hypothesis”. www.chemteam.info. Приступљено 2021-02-20.
- Dalton, John (1808). A New System of Chemical Philosophy ... (на језику: енглески). S. Russell. стр. 211—216.
- Nicholson, William (1811). A Journal of Natural Philosophy, Chemistry and the Arts (на језику: енглески). G. G. and J. Robinson. стр. 143—151.
- Alan J. Rocke (1984). Chemical Atomism in the Nineteenth Century. Columbus: Ohio State University Press. ISBN 978-0-8142-0360-6.

## Spoljašnje veze
- Atomism by S. Mark Cohen.
- Atomic Theory - detailed information on atomic theory with respect to electrons and electricity.